# Кокочашвили, Мераб Арчилович
Мераб Арчилович Кокочашви́ли (груз. მერაბ არჩილის ძე კოკოჩაშვილი; род. 1935) — советский и грузинский кинорежиссёр, актёр, сценарист. Народный артист Грузинской ССР (1983).

## Биография
Родился 21 марта 1935 года в Тифлисе (ныне Тбилиси, Грузия).
В 1958 окончил режиссёрский факультет ВГИКа (мастерская Г. П. Широкова). Защитился в 1960 фильмом «От двора ко двору».
В начале 1970-х вёл группу актёров на курсах при «Грузия-фильме».
С 1976 — Художественный руководитель компании «Телефильм Грузии».
С 1989 преподаватель, позднее — профессор кинофакультета Грузинского государственного университета. Заведующий лабораторией языка и структуры кино.

## Фильмография

### Режиссёр
- 1957 — Старый бук (короткометражный)
- 1960 — От двора ко двору
- 1962 — Каникулы
- 1965 — Миха (новелла в киноальманахе «Страницы прошлого»)
- 1967 — Большая зелёная долина
- 1973 — В добрый путь
- 1976 — Вершина
- 1981 — Три дня знойного лета
- 2000 — Ковчег (Нуцина школа)
- 2003 — Вариация на тему «Отелло»
- 2004 — Усуи (короткометражный)
- 2008 — Дом радости (документальный)

### Сценарист
- 1965 — Миха (новелла в киноальманахе «Страницы прошлого»)
- 1973 — В добрый путь
- 1981 — Три дня знойного лета
- 2000 — Ковчег (Нуцина школа)

### Актёр
- 1942 — Георгий Саакадзе — Паата, сын Георгия
- 1969 — Не горюй! — поручик Алекс Ишхнели
- 1976 — Вершина

## Награды и премии
- Орден «Знак Почёта» (1976)
- Заслуженный деятель искусств Грузинской ССР (1979)
- Народный артист Грузинской ССР (1983)
- Государственная премия Грузинской ССР имени Шота Руставели (1987)
- Почётный гражданин Тбилиси (2022)[2]